# Itanhomi
Itanhomi este un oraș în Minas Gerais (MG), Brazilia.